# Isthmiade modesta
Isthmiade modesta är en skalbaggsart som beskrevs av Pierre Émile Gounelle 1911. Isthmiade modesta ingår i släktet Isthmiade och familjen långhorningar. Inga underarter finns listade i Catalogue of Life.